# NoNoNo
NoNoNo je švédské popové trio, které bylo založeno roku 2012. Jejím největším hitem je Pumpin Blood. Skládá se z týmu Astma & Rocwell a zpěvačky a textařky Stiny Wäppling. Členové NoNoNo se poprvé setkali díky společnému příteli na jaře 2012, kdy se Stina vrátila ze Spojeného království, kde studovala psychologii.